# 톰 시버
조지 토머스 ("톰") 시버(George Thomas ("Tom") Seaver, 1944년 11월 17일 ~ 2020년 8월 31일)는 전 미국의 야구 선수로 메이저 리그 베이스볼의 투수였다.
그는 1967년부터 1986년까지 총 네 팀에서 투수로써 활약하였는데 그는 주로 뉴욕 메츠 소속팀에서의 활약이 돋보였다. 20년의 경력 동안 시버는 311승(310선발승), 3,640 탈삼진, 61번의 완봉과 2.86의 평균 자책점을 기록하였다.
1992년에 그는 미국 야구 명예의 전당에 역대 최다 득표율인 98.80%를 기록하여 입성하였다.
2015년 현재 톰 시버와 길 호지스(1962-63년에 메츠에서 활동, 1968-71 감독으로 활동)만이 뉴욕 메츠의 선수로서 영구 결번 처리되었다(길 호지스는 뉴욕 메츠에서 감독과 선수로 활약했던 같은 등번호 14번이 영구 결번 처리되었다). 시버는 1967년 메이저 리그 베이스볼 내셔널 리그 신인상을 수상하고, 선수 기간 동안 투수로서 세번의 사이 영 상을 수상하였다.

## 생애
캘리포니아주 프레즈노에서 태어난 시버는 9세 때 리틀 리그 야구를 시작하였고 12세가 된 후에 자신의 첫 무안타를 투구하였다. 그는 또한 팀의 지도적인 타자였다. 그러나 시버의 리틀 리그 지위는 오래가지 못하였다. 그는 만성형에 자신이 동료들에 뒤떨어진 것을 찾었다. 그는 스포츠에 참가하는 데 자신의 크기와 힘이 부족하였고 오랜 세월 후에 명백한 재능 만이 그를 멀리 데려갔다.
이 일을 치료하는 데 시버는 경기의 학생이 되었다. 실제로 초기에 솟은 그의 성장은 자신에게 일어날 수 있던 최고의 일들 중에 하나였다. 시버는 투수의 예술을 공부하여 여러 가지 투수 기술을 배웠다. 샌디 쿠팩스가 그의 영웅이었다고 한다.
시버가 다른 투수들만큼 열심히 혹은 빠르게 던질 수 없었어도 결국 어쩌다 후에 근육 노동을 하고, 그러고나서 해병대에서 자신의 병역에 복무한 후 그는 투수의 예술에 관하여 그의 막대한 상식을 동행하는 데 체력적 크기와 힘을 가졌다. 그는 서던캘리포니아 대학교에서 야구 장학금을 얻어 메이저 리그로 징집되었다.
2020년 8월 31일 코로나19에 의해 합병증으로 사망하였다.

## 경력

### 메츠와 만나며

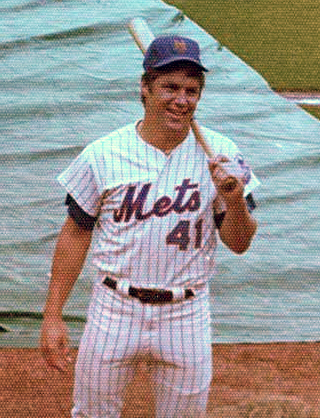
1974년 셰이 스타디움에서

시버는 1966년 애틀랜타 브레이브스가 그에게 제공을 마련할 때 뉴욕 메츠와 함께 끝나고 말았다. 아직도 대학에 있는 동안 그들의 제공이 쓸모없어 온 것으로 선언된 것을 찾아냈다. 야구의 커미셔너가 선언한 브레이브스의 제공을 맞출 수 있던 아무 팀이 그를 가질 수 있었다. 메츠는 추첨 분배를 이겨 시버는 그 팀의 선수가 되었다.
메츠와 함께 자신의 첫 시즌에 그는 "톰 트래픽"(Tom Traffic)이라는 별명을 얻었다. 시버는 16개의 경기들을 우승하여 올스타 경기에서 투구하였고, 메츠 팬들의 마음들을 사로잡기 시작하였으며 팀은 61개 만의 경기들을 우승하였다. 그러나 시버는 제임스 마우로가 사이콜로지 투데이에 묘사한 대로 "거의 옆으로 던지는 크기에 위로 젖혀진 손"의 트레이드마크 스타일과 알려졌다.
1970년 4월 22일 시버는 19명의 샌디에이고 파드리스 선수들을 스트라이크아웃시켜 9개의 이닝 경기들 위한 당시 메이저 리그 기록을 동일하게 한 경기의 말기로 연속적으로 10개를 기록하였으나 본인의 연속 탈삼진 기록은  2022년 4월 10일 롯데 사사키 로키가 13타자 연속으로  갱신됐다. 시버는 한 시즌에서 20개 혹은 이상의 경기들을 정기적으로 우승하여 가끔 스트라이크아웃과 방어율에서 내셔널 리그를 이끌었다.
1973년 그는 메츠를 팀의 짧은 역사에 2번째 내셔널 리그 페넌트로 이끌어 사이 영 상을 수상하였다.
시버스는 자신의 최고 시즌은 자신이 20 승 10 패의 기록을 수집하고 1.76의 방어율과 289개의 스트라이크아웃과 함께 2번째 연속적 해를 위하여 리그를 이끈 1971년으로 느껴졌다. 뉴욕 메츠와 함께 자신의 10년 활약에서 시버는 깜짝 놀라는 메츠의 우승들의 25%를 수집하였다. 그는 메이저 리그 역사상 17번째 300 승 클럽의 우승자였고 10개의 시즌들(1968년부터 1976년까지 9개의 연속적 시즌들)에 200명 혹은 이상의 타자들을 스트라이크 아웃시켰다. 그는 또한 3개의 사이 영 상을 수상하기도 하였다.
마지막에 그는 메이저 리그에서 20개의 시즌들에 2.86의 방어율과 함께 311개의 경기들을 우승하였다. 그의 3272개 스트라이크아웃은 내셔널 리그 경력 기록을 세우고, 그는 전체로서 3640명의 타자들을 스트라이크 아웃시켰다. 메츠는 투수판에 시버의 장엄한 상연의 도움과 함께 1969년 프랜차이즈 역사상 자신들의 첫 월드 시리즈를 우승하였다.

### 레즈로 가다
시버는 초기 경력부터 1970년대 중반에서 투수판에 당연한 지배력의 엄청난 시기를 가졌다. 그의 단 하나의 오프 시즌은 시버가 처음이자 마지막으로 11승 11 패의 기록과 3.00 이상의
방어율과 함께 끝낼 때 1974년에 왔다. 당연하게 매우 다음의 시즌에 그는 22승 9 패로 올라 사이 영 상은 물론 스트라이크 아웃, 우승과 우승률에서 다시 한번 리그를 이끌었다.
1976년 시버는 메츠의 총지배인 M. 도널드 그랜트와 함께 문제들을 개발하였다. 그들은 시버의 샐러리와 그랜트가 어떻게 구단을 경영하는 것에 대하여 싸웠다. 1977년 6월 메츠는 4명의 선수들을 위하여 7승(3완봉승)을 기록한 시버를 신시내티 레즈로 이적시켰는데 트레이드 후 14승(4완봉승)을 기록하여 1953년 버질 트럭스(브라운즈 5승(2완봉승) 화이트삭스 15승(3완봉승)) 이후 단일시즌 첫 번째 팀 2완봉승 이상-두 번째 팀 2완봉승 이상+같은 해 통산 선발 20승 이상 투수가 됐다. 레즈와 함께 시버는 결국 1978년 6월 16일 자신의 달아나는 무안타를 얻어 레즈와 함께 4개의 우승해들로 갔다.

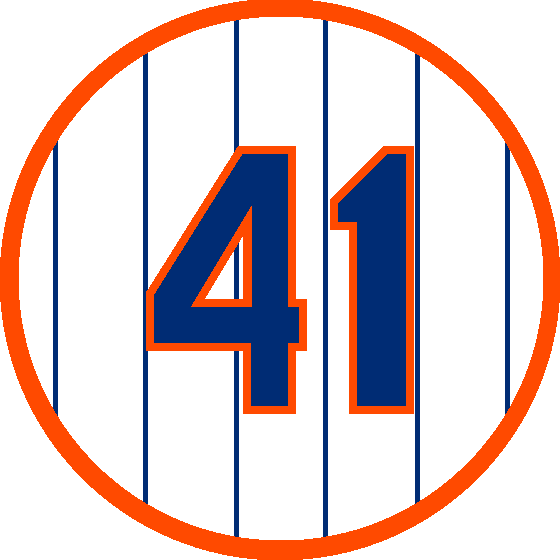
뉴욕 메츠에 의하여 영구 결번된 시버의 등번호 41

시버의 경력은 1982년 몰락하기 시작하였다. 그는 그 시즌에 5승 13 패로 떨어졌고, 레즈는 시버를 메츠로 돌려보냈으며 이에 앞서 전년도인 1981년 14선발승으로  단축 시즌이었던 2020년을  제외한 역대 메이저리그 최다 선발승 투수 최소 선발승 타이 기록을 세웠다. 메츠의 팬들은 간단히 기뻐하였다. 시카고 화이트삭스는 시버가 자유 계약 선수의 배상 공동 관리에 보호되지 않은 것으로 남아있던 후에 그를 불러들였다. 그는 1984년 화이트삭스를 위하여 15개, 1985년 16개의 경기들을 우승하고, 그 시즌에 뉴욕 양키스를 상대로 4대 1의 완투 시합에서 자신의 300번째 경기를 우승하였다. 그해 10월 4일 그는 월터 존슨을 지나 자신의 경력을 끝낸 사상 스트라이크아웃 명단에 3위로 들어갔다.
1986년 그는 보스턴 레드삭스를 위하여 투수를 맡았으나 발목 부상이 월드 시리즈 활약에 그를 외부로 나가게 하였다. 이어진 시즌에 그는 나왔으며, 다른 곳에서 튀어 오르는 것보다 그만두고 말았다.

## 이후의 세월
야구에서 은퇴한 이래 시버는 영웅으로서의 특권들과 야구(특히 메츠의 팬들에게)에서 가장 승인할 수 있는 이름들 중의 하나를 즐겨왔다. 1999년 그가 메츠의 야구를 위한 전파 방송된 분석자로서 팀 맥카버를 대체하는 데 선택되었을 때 몇년 전에 그를 잘 섬긴 태도였던 재미를 즐기는 데 주장하였다. 운동은 논쟁없이 일어난 것이 아니었다. 경기의 절대 학생으로서 시버는 합쳐진 대부분의 프로 팀들보다 야구에 대하여 더욱 잘 알지만 비판의 하나는 그가 너무 정통했던 것이다. 그가 투수에 관하여 이야기할 때 그것은 아인슈타인이 상대성이론을 설명하는 것을 듣는 것 같다고 말해져왔다. 그럼에도 불구하고, 시버는 이제 메츠를 위한 방송인과 본부 이사로서 자신의 직위들에 요술을 부리고 있다. 그는 가끔 투수들에게 이야기하러 내려가는 편이나 그 일은 더욱 취미이다.
1992년 미국 야구 명예의 전당으로 투표의 98.80%를 얻으면서 헌액되었다.
1. ↑  이상학 (2022년 4월 10일). “사사키, 9이닝 19K 퍼펙트 게임! 한미일 최초 13타자 연속 탈삼진”. OSEN. 2022년 4월 11일에 확인함.
2. ↑  김형준 (2006년 12월 4일). “[레전드 스토리] <13> '메츠의 위대한 전설' 톰 시버”. 김형준 칼럼. 2021년 6월 4일에 확인함.
3. ↑  길준영 (2023년 10월 16일). “‘ML 승률 1~5위 팀 전멸’ 가을돌풍의 주인공들, WS 홈어드밴티지는 누가 가져가나”. OSEN. 2024년 8월 8일에 확인함.